# Перальта, Эухенио
Эухе́нио Э́льсе Пера́льта Кабре́ра (исп. Eugenio Else Peralta Cabrera; 16 декабря 1977, Асунсьон, Парагвай) — парагвайский футболист, нападающий клуба «Энкам».

## Биография
Вскоре после рождения Эухенио его семья переехала в Аргентину.
Начал карьеру футболиста в команде «Депортиво Парагвайо», которая в сезоне 1999/00 заняло последнее место в четвёртом дивизионе Аргентины. Перальта забил 17 мячей в 29 играх. После этого он перешёл в «Олл Бойз», который выступал во второй по силе аргентинской лиге. В 2002 году выступал за уругвайский «Суд Америка». В сезоне 2002/03 играл за «Архентино де Мерло», которая заняла третье место в четвёртом дивизионе Аргентины, а сам Перальта забил 17 голов в 46 играх.
В 2004 году перешёл в «Тигре» и вместе с командой стал победителем третьего дивизиона. Затем выступал за команду «Дефенсорес де Бельграно». В 2007 году играл за перуанский «Сьенсиано». Вместе с женой Бланкой пережил землетрясение произошедшее в августе. В 2008 году выступал за колумбийские «Депортиво Перейра» и «Депортиво Пасто». В январе 2009 года подписал контракт с коста-риканским «Алахуэленсе», однако из-за произошедшего землетрясения отказался от перехода в этот клуб. В итоге он вернулся в Аргентину, где присоединился к «Депортиво Лаферрере». Затем играл за «Вилья-Дальмине» и «Атлетико Сан-Мигель».
С 2011 года по 2013 год являлся игроком «Сакачиспаса». В сезоне 2012/13 он стал лучшим бомбардиром четвёртого дивизиона Аргентины, забив 26 голов. «Сакачиспас» занял третье место в турнире. В следующем сезоне он играл за «Дефенсорес Юнидос» и стал лучшим бомбардиром команды с 13 голами в четвёртом дивизионе. В конце мая 2014 года подписал контракт с клубом «Лухан», где он играл на протяжении шести месяцев. В январе 2015 года вместе с Федерико Диасом перешёл в «Хенераль Ламадрид», а в следующем году играл за «Феррокарриль Мидланд».
Летом 2016 года переехал в Европу, где присоединился к андоррскому «Лузитансу». В чемпионате Андорры дебютировал 18 сентября 2016 года в игре против «Ордино» (1:0). Следующий сезон провёл в «Интере» из Эскальдес-Энгордани, с сезона 2018/2019 выступает за «Энкам».

## Достижения
«Архентино де Мерло»
- Бронзовый призёр четвёртого дивизиона Аргентины (1): 2002/03

«Тигре»
- Победитель третьего дивизиона Аргентины (1): 2003/04

«Сакачиспас»
- Бронзовый призёр четвёртого дивизиона Аргентины (1): 2012/13
- Лучший бомбардир четвёртого дивизиона Аргентины (1): 2012/13